# دشت لالة (مازو)
دشت لالة (بالفارسية: دشت لاله) هي قرية تقع في قسم مازو الريفي، بمقاطعة أنديمشك التابعة لمحافظة خوزستان، إيران. يقدر عدد سكانها بـ 132 نسمة حسب الإحصاء السكاني الذي تمّ في عام 2006.